# واموران، کوئینزلند
واموران (به انگلیسی: Wamuran) یک حومه شهر در استرالیا است که در کوئینزلند واقع شده‌است.